# Andrzej Wasiak
Andrzej Wasiak (ur. 1939, zm. 16 stycznia 2004) – polski naukowiec, doktor historii, pracownik naukowy częstochowskiej Wyższej Szkoły Pedagogicznej. Autor wielu publikacji o tematyce historycznej.
W latach 1979–1992 kierownik Działu Historii Muzeum Okręgowego w Częstochowie, zainteresowany postacią K. Pułaskiego i jego obecnością w Częstochowie w okresie Konfederacji Barskiej.
Autor ponad 100 prac historycznych opublikowanych na łamach czasopism naukowych i regionalnych, takich jak m.in. Almanach Częstochowy, Almanach Sądecki, Biuletyn Instytutu Filozoficzno-Historycznego WSP w Częstochowie, Częstochowskie Studia Teologiczne, Prace Naukowe WSP w Częstochowie-Zeszyty Historyczne, Rocznik Muzeum Okręgowego w Częstochowie, Rocznik Sądecki, Studia Historyczne, Teki Krakowskie, Wadoviana, Wierchy, Ziemia Częstochowska.
Był autorem haseł w Polskim Słowniku Biograficznym i Słowniku biograficznym działaczy polskiego ruchu robotniczego.
Był współautorem monografii historycznych miast małopolskich:
- Częstochowa. Dzieje miasta i Klasztoru Jasnogórskiego. T. 1: Okres staropolski (pod red. Ryszarda Kołodziejczyka), Częstochowa, 2002
- Dzieje miasta Nowego Sącza t. 1 (pod red. Feliksa Kiryka), Warszawa, Kraków, Wydawnictwo Naukowe PWN, 1992
- Krynica (pod red. Feliksa Kiryka), Kraków: Wydawnictwo „Secesja”, 1994
- Siewierz, Czeladź, Koziegłowy. Studia i materiały do dziejów Siewierza i księstwa siewierskiego (pod red. Feliksa Kiryka), Katowice, Muzeum Śląskie, 1994
- Wadowice. Studia z dziejów miasta (pod red. Andrzeja Nowakowskiego), Wadowice, Rada Miejska i Zarząd w Wadowicach, 1997
- Kłobuck – Dzieje miasta i gminy (do roku 1939) (pod red. Feliksa Kiryka), Kraków, 1998

i opracowań monograficznych:
- Częstochowa w pierwszych latach Polski Odrodzonej (pod red. Ryszarda Szweda, Jerzego Mizgalskiego, Waldemara Palusa), Rzeszów. Wydawnictwo Wyższej Szkoły Pedagogicznej w Częstochowie. 1994
- Z dziejów najnowszych Częstochowy (pod red. Ryszarda Szweda i Waldemara Palusa), Częstochowa, Wydawnictwo Wyższej Szkoły Pedagogicznej w Częstochowie, 1995
- Od Szkoły Rzemieślniczo-Przemysłowej Okręgowego Towarzystwa Rzemieślniczego do Zespołu Szkół Mechaniczno-Elektrycznych im. Kazimierza Pułaskiego w Częstochowie. (Zarys dziejów), Częstochowa, Agencja Autorska OFFMAX s. c., Komitet Honorowy Obchodów 70-lecia Szkoły, 1996

oraz
- księgi pamiątkowej Miscellanea historico-regionalia galiciensia: in memoriam doctoris Gustaw Studnicki [1935-1999] (pod red. Andrzeja Nowakowskiego), Wadowice, Grafikon, 2000

a także autorem książek:
- Konfederacja barska na Sądecczyźnie, Polskie Towarzystwo Historyczne Oddział w Nowym Sączu. Nowy Sącz: 1994 (seria Biblioteka Rocznika Sądeckiego)
- Działalność Kazimierza Pułaskiego w Częstochowie, Częstochowa, Towarzystwo Przyjaciół Częstochowy, 1993, wyd. 2 1997

oraz katalogów wystaw:
- Kazimierz Pułaski 1747-1779. Wystawa przygotowana z okazji przypadającej w tym roku 210. rocznicy śmierci bohatera spod Savannah marzec-kwiecień 1989, Częstochowa, Muzeum Okręgowe w Częstochowie, 1989
- Konstytucja 3 Maja – dzieło Sejmu Czteroletniego. Wystawa przygotowana z okazji przypadającej w tym roku 200 rocznicy uchwalenia Konstytucji, maj 1991, Częstochowa, Muzeum Okręgowe w Częstochowie, 1991